# Évolution et liberté
 (mai 2017).
Évolution et liberté est un livre de Hans Jonas rassemblant plusieurs conférences.

## Introduction
Hans Jonas discute au cours de plusieurs conférences de questions morales et métaphysiques liées à l'évolution, comme l'émergence graduelle de la liberté au cours de l'évolution. Les positions adoptées par l'auteur le rapprochent de courants philosophiques comme le matérialisme et le vitalisme.

## Évolution et liberté
Le texte du recueil intitulé Évolution et liberté montre que la perception et l'action d'une entité sur son environnement sont les moteurs de sa liberté. 

Ainsi, le métabolisme de la cellule est pour Jonas la forme la plus primitive de la liberté. La liberté fondamentale de l'organisme est définie par Jonas comme une indépendance de la forme de l'organisme par rapport à son propre matériau (dans une cellule, la structure générale est conservée mais les molécules sont perpétuellement renouvelées grâce au grand nombre de transformations physico-chimiques qui y ont lieu). 

Parce qu'elles réalisent des échanges avec leur environnement, les formes vivantes ont des moyens de le percevoir et d'agir sur lui (même les protozoaires possèdent des organes sensoriels). Jonas insiste sur le lien entre la perception et le mouvement, qui selon lui ont emergé ensemble, et remarque que, de manière générale, une meilleure perception de l'environnement est associée à une plus grande faculté de se mouvoir. « Se déplacer et percevoir à distance » sont pour lui les deux facultés qui distinguent les animaux des végétaux, et qui font que les animaux sont les seuls à véritablement explorer leur environnement. Les animaux sont donc plus libres que les végétaux, parce qu'ils ont plus grande maîtrise de l'espace dans lequel ils vivent.

Les deux concepts de liberté énoncés ci-dessus, l'indépendance entre la forme et la matière, ainsi que la faculté de mouvement, ont cela en commun qu'ils montrent une distance entre l'organisme et son milieu, dans l'espace ou dans le temps. Jonas appelle cet « écart » principe de médiateté, et le considère comme l'essence de la vie. 

Chez Jonas, l'idée de vie est donc indissociable de celle de liberté.